# 上海早晨
上海早晨（又名Shanghai Morning或Good Morning Shanghai）是開播於1993年2月1日的免费节目，是上海广播电视台最早的早晨新闻节目，是當年内部竞争机制被引入上海电视台而所建，现属上海广播电视台新闻综合频道，播出时间通常为每天早晨7时00分开始至8时55分。

## 外部鏈接
- 官方网站